# Col·lecció Kaifūsō
La Kaifūsō (懐風藻) és la col·lecció més antiga escrita per poetes japonesos i es va escriure en llengua xinesa. L'any 751 la versió original xinesa va ser compilada en japonès anticper un autor que es va mantenir en l'anonimat.
En la breu introducció a l'obra es manifesta la  simpatia de l'autor vers l'emperador Kōbun i els seus regents. Tots ells van ser enderrocats l'any 672 durant el govern de l'emperador Tenmu, al vuitè mes del seu regnat. A causa d'aquesta simpatia s'ha acreditat habitualment a Awami Mifune, besnet de l'emperador Kōbun, com possible autor de la compilació.
L'obra conté cent vint poemes escrits per seixanta-quatre poetes en l'elegant estil de la poesia popular xinesa del segle viii. La majoria d'aquests poetes eren prínceps i regents d'alt rang, com ara el príncep Ōtsu. Divuit poetes del Kaifūsō, incloent-hi el príncep Ōtsu, també van escriure poemes en l'antologia posterior del Man'yōshū.
En la compilació del Kaifūsō, la poesia xinesa tenia major importància en la literatura japonesa que el waka i els caràcters xinesos eren usats en documents oficials. Les obres compilades van ser llegides públicament.